# Lakeshire
Lakeshire és una població dels Estats Units a l'estat de Missouri. Segons el cens del 2000 tenia 1.375 habitants.

## Demografia
Segons el cens del 2000, Lakeshire tenia 1.375 habitants, 769 habitatges, i 319 famílies. La densitat de població era de 2.528,1 habitants per km².
Dels 769 habitatges en un 17,8% hi vivien nens de menys de 18 anys, en un 27,6% hi vivien parelles casades, en un 10,5% dones solteres, i en un 58,5% no eren unitats familiars. En el 52,1% dels habitatges hi vivien persones soles el 16,3% de les quals corresponia a persones de 65 anys o més que vivien soles. El nombre mitjà de persones vivint en cada habitatge era d'1,79 i el nombre mitjà de persones que vivien en cada família era de 2,67.
Per edats la població es repartia de la següent manera: un 16,9% tenia menys de 18 anys, un 9,7% entre 18 i 24, un 32,3% entre 25 i 44, un 23,8% de 45 a 60 i un 17,3% 65 anys o més.
L'edat mediana era de 40 anys. Per cada 100 dones de 18 o més anys hi havia 70,9 homes.
La renda mediana per habitatge era de 34.970 $ i la renda mediana per família de 43.393 $. Els homes tenien una renda mediana de 35.938 $ mentre que les dones 28.385 $. La renda per capita de la població era de 26.269 $. Entorn del 2,8% de les famílies i el 3,9% de la població estaven per davall del llindar de pobresa.

## Poblacions més properes
El següent diagrama mostra les poblacions més properes.